# Dorcadion brannani
Dorcadion brannani är en skalbaggsart som beskrevs av Schaufuß 1870. Dorcadion brannani ingår i släktet Dorcadion och familjen långhorningar.
Artens utbredningsområde är Portugal. Inga underarter finns listade i Catalogue of Life.